# Alcide al bivio
Alcide al bivio ist ein Libretto zu einer Festa teatrale in einem Akt von Pietro Metastasio. Es behandelt den Mythos von Herakles am Scheideweg. Erstmals aufgeführt wurde es in der Vertonung von Johann Adolph Hasse am 8. Oktober 1760 zur Hochzeit Erzherzog Josephs, des späteren Kaisers Joseph II., mit Prinzessin Isabella von Bourbon im Redoutensaal der Wiener Hofburg.
Eine deutsche Übersetzung des Librettos von Johann Anton Koch erschien 1774 unter dem Namen Alcides an dem Scheideweg im sechsten Band seiner unvollendet gebliebenen Gesamtausgabe Des Herrn Abt Peter Metastasio Kayserl. Königl. Hofpoetens Dramatische Gedichte.

## Handlung
“Che il giovanetto Alcide giunto alla maturità degli anni, e della ragione si trovasse nel pericoloso cimento di scegliere una delle opposte due strade, alle quali nel tempo stesso lo invitavano a gara la Virtù, & il Piacere, fu allegorico insegnamento d’antichi Saggi, adottato dal più celebre tra Filosofi; & à servito di motivo al presente drammatico componinento.

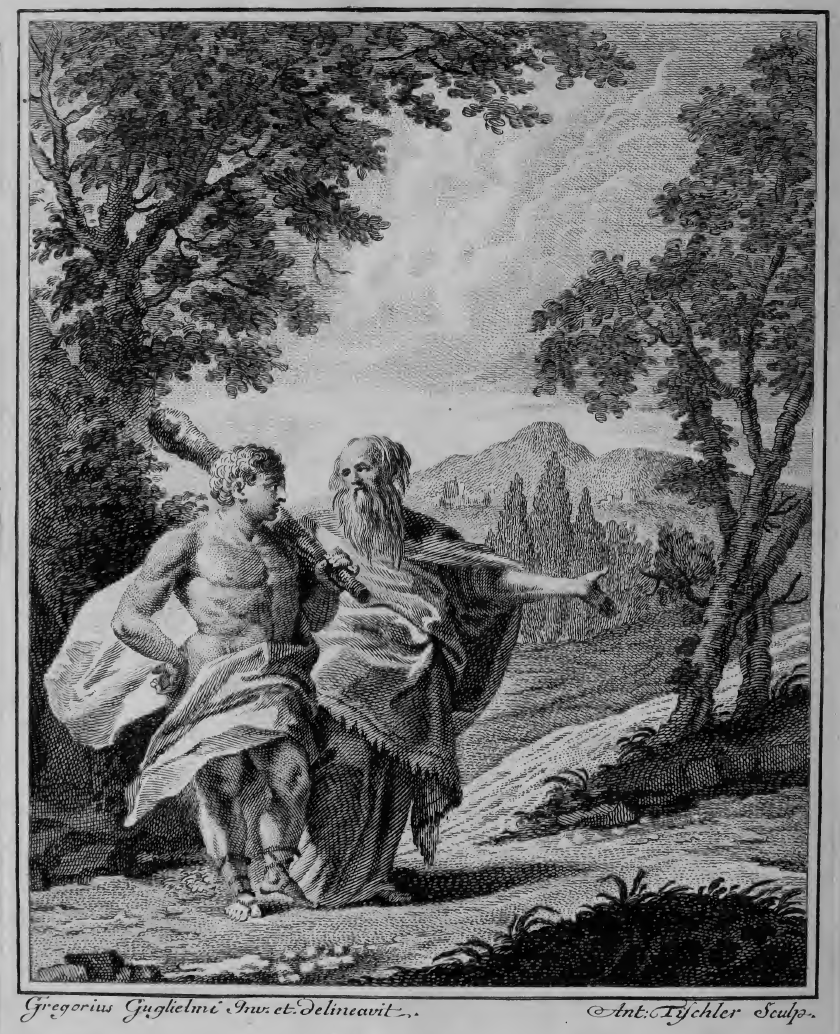
Bild aus dem Libretto, Musik von Johann Adolph Hasse, Wien 1760

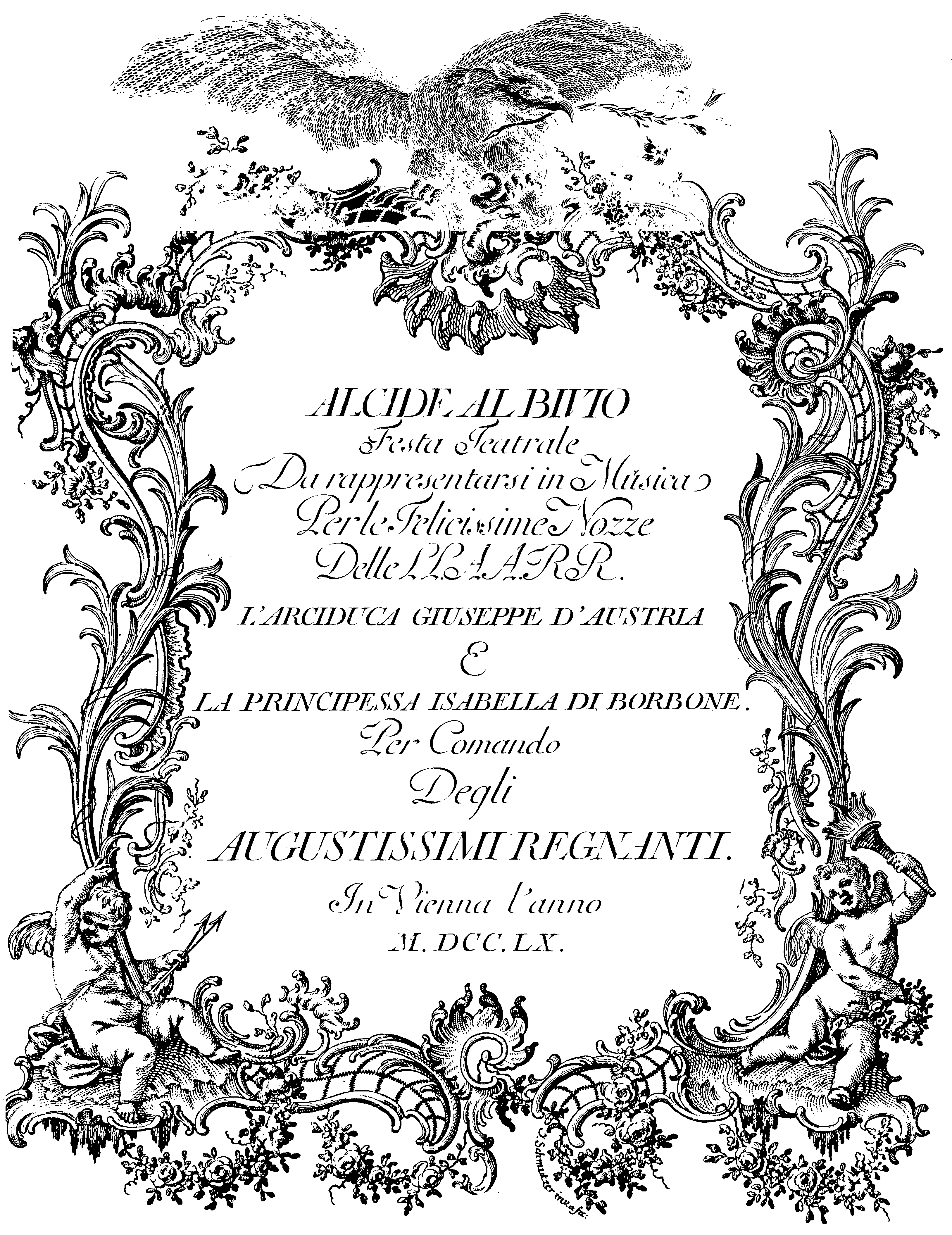
Titelblatt des Librettos, Musik von Johann Adolph Hasse, Wien 1760

Senos. Lib. II, Cap. I, delle Cose memorabili.”

„Dass der Jüngling Alcide, als er zur Reife der Jahre und des Verstandes kam, sich in der gefährlichen Feuerprobe befand, sich zwischen einer von zwei entgegengesetzten Straßen entscheiden zu müssen, die ihn zugleich einluden, zwischen dem Weg der Tugend und dem des Vergnügens zu wählen, war ein allegorisches Symbol der alten Weisen, das von den berühmtesten unter den Philosophen übernommen wurde; und es diente als Gegenstand des gegenwärtigen Schauspiels.“

Die folgende Inhaltsangabe basiert auf dem 1777 in Leipzig erschienenen Libretto der Vertonung von Johann Adolph Hasse. Die Handlung ist dort in zwölf Szenen unterteilt.
Szene 1. An einer Weggabelung fragt der junge Alcide seinen Erzieher Fronimo, wohin er seine Schritte wenden solle. Fronimo rät ihm, in seinem eigenen Herzen nach Hinweisen zu suchen. Er entfernt sich.
Szene 2. Alcide sieht sich die beiden Wege näher an. Der eine wirkt freundlich, reizt ihn jedoch nicht. Der andere gefällt ihm eher, obwohl er auf den ersten Blick abschreckend wirkt. Nach einer Weile entscheidet er sich für den zweiten Weg.
Szene 3. Edonide, die Göttin des Vergnügens und der Lust, erscheint und warnt ihn vor dem gewählten Weg des Elends. Sie rät ihm, ihr zu folgen und seine Tage in Freuden und Scherzen zuzubringen. Auf Alcides Frage, wohin der von ihr präferierte Weg führe, antwortet sie, es sei die königliche Burg der Freuden.
Szene 4. In einer Vision zeigt Edonide Alcide ihre Burg. Deren Schönheit wird von einem Chor von Nymphen und Liebesgöttern besungen.
Szene 5. Aretea, die Göttin der Tugend und Tapferkeit, erscheint. Edonide rät Alcide zur Flucht. Alcide vermeint jedoch, seine Mutter zu sehen. Aretea rät Alcide, nicht auf die Täuschungen Edonides zu hören. Nur sie selbst könne wahre Glückseligkeit schaffen. Sie reiche Hilfe im Unglück und Mäßigkeit im Glück. Edonide widerspricht und erklärt Alcide, dass er dann keinen Augenblick des Friedens mehr haben werde. Nach einem längeren Streitgespräch gibt Edonide schließlich auf und flieht.
Szene 6. Alcide ist verwundert über Edonides Verhalten. Aretea erklärt ihm, dass Edonide Müßiggang gewohnt sei und keine Mühen mehr ertrage.
Szene 7. In einer Vision zeigt Aretea Alcide ihren Preis. Ein Chor von Helden und Schutzgeistern tritt auf. Alcide versichert Aretea, ihrem Weg folgen zu wollen. Sie verlässt ihn.
Szene 8. Allein gelassen, zweifelt Alcide erneut an seiner Wahl.
Szene 9. Fronimo kommt zurück und drängt Alcide zur Entscheidung.
Szene 10. Die Anhänger beider Seiten bringen Alcide Geschenke. Auf der einen Seite locken Reichtum, Edelsteine und Gold, auf der anderen Rüstungen und Waffen. Als er sich schließlich für den zweiten Weg entscheidet, wird dieser von den Dienern der Wollust versperrt. Er lässt sich jedoch nicht abschrecken und ist bereit, sich den Weg freizukämpfen.
Szene 11. Ein Chor spricht Alcide Mut zu. Edonide erscheint erneut und wünscht, ihn auf dem Pfad der Tugend zu begleiten. Sie habe sich geändert und wolle sich ebenfalls von der Tugend regieren lassen. Aretea hat ihre Worte vernommen und ist einverstanden. Das Verlangen nach Vergnügen sei ebenso wie die Vernunft ein Geschenk des Himmels. Beide müssen sich gegenseitig unterstützen. Zusammen mit Fronimo stimmen alle ein Quartett an und besingen die neue Eintracht: „Wo die Vernunft den Begierden gebeut, Wo das Vergnügen der Tugend sich weiht; Da wohnet Ruh und Heiterkeit, Da wahre, reine Seligkeit!“
Szene 12. Die Götterbotin Iride kommt auf einem Regenbogen und bringt Alcide den Segen der olympischen Götter. Ein Chor beendet das Werk mit guten Wünschen für das herzogliche Brautpaar.

## Geschichte
Als historische Quelle nennt Metastasio in seinem Vorwort das erste Kapitel des zweiten Buchs der Memorabilien (Erinnerungen an Sokrates) des griechischen Schriftstellers Xenophon. Der Mythos wird hier in den Absätzen 21–34 erzählt.
Die Feierlichkeiten zur Hochzeit Erzherzog Josephs mit Prinzessin Isabella von Bourbon fanden vom 8. bis 10. Oktober 1760 statt. Hasses Werk wurde bereits am ersten Abend aufgeführt. Zum Abschluss der Feierlichkeiten wurde Christoph Willibald Glucks Serenata Tetide gegeben. In beiden Aufführungen wirkten die Sänger Caterina Gabrielli und Giovanni Manzuoli mit.

## Vertonungen
Folgende Komponisten vertonten dieses Libretto:
| Komponist                        | Uraufführung                                  | Aufführungsort   | Anmerkungen |
| -------------------------------- | --------------------------------------------- | ---------------- | --- |
| Johann Adolph Hasse              | 8. Oktober 1760, Redoutensaal                 | Wien             | auch am 2. Februar 1774 im Kongelige Teater in Kopenhagen; 1777 in Leipzig; 1781 erneut in Wien (konzertant); 1883 in Dresden aus Anlass des 100. Todestages des Komponisten, deutsch von K. F. Niese als Die Wahl des Herkules |
| Nicola Conforto                  | 28. Dezember 1765, Palacio Ducal de Béjar     | Madrid           | in zwei Akten |
| Dmitri Stepanowitsch Bortnjanski | 1778                                          | Venedig          | als Alcide in drei Akten |
| Luciano Xavier Santos            | 5. Juli 1778, Palazzo Queluz                  | Lissabon         | |
| Giovanni Paisiello               | 6. Dezember oder 25. November 1780, Eremitage | Sankt Petersburg | |
| Vincenzo Righini                 | 6. Mai 1790, Hof                              | Koblenz          | überarbeitet als Kantate am 5. Juni 1804 in Wien |
| Johann Simon Mayr                | 1809, Istituto Filarmonico                    | Bergamo          | |

## Aufnahmen und Aufführungen in neuerer Zeit
- Dmitri Stepanowitsch Bortnjanski:
  - 1998: CD. Orchestre symphonique de chambre »Leopolis« de Lviv, Kammerchor Gloria, Lwow, Leitung: Jean-Pierre Loré. Sänger: Natalya Datso (Alcide), Patrick Garayt (Fronimo), Marina Zagorulko (Edonide), Olga Pasitschnyk (Areta).[16]
  - 2013/2014: Aufführungen in der Nationaloper Odessa. Chor „Oriana“ des Zentrums für ukrainische Kultur, Symphonieorchester der Nationaloper Odessa, Leitung: Oksana Lyniv. Sänger: Irina Berlisowa (Alcide), Wladislaw Goraij (Fronimo), Olena Kisteniowa (Edonide), Anastasia Holub (Aretea). Ein Mitschnitt vom 17./18. Februar 2014 wurde am 19. September 2014 auf BR-Klassik übertragen.[17]
- Johann Adolph Hasse:
  - 1998: Aufführung bei den Händel-Festspielen Halle. La Stagione Frankfurt, Favorit- und Capellchor Leipzig, Leitung: Michael Schneider. Sänger: Arno Raunig (Alcide), Christian Elsner (Fronimo), Martina Rüping (Edonide), Heidrun Kordes (Aretea).[18]
  - 2009: Aufführung der Morningside Opera. Leitung: Mark Seto. Sänger: Amber Youell (Alcide), Sean Parr (Fronimo), Brett Umlauf (Edonide), Brooke Bryant (Aretea).[19][20]
- Vincenzo Righini:
  - 1979/1993: CD. Coro e Orchestra della Radio Svizzera Italiana, Leitung: Tito Gotti. Sänger: William McKinney (Alcide), Robert Amis El Hage (Fronimo), Luciana Serra (Edonide), Sandra Browne (Aretea).[21]

## Digitalisate
1. ↑  Johann Anton Koch: Des Herrn Abt Peter Metastasio Kayserl. Königl. Hofpoetens Dramatische Gedichte, aus dem Italiänischen übersetzt. Sechster Band. Krauß, Frankfurt und Leipzig 1774 als Digitalisat beim Münchener Digitalisierungszentrum.
2. 1 2  Libretto (italienisch) der Serenata von Johann Adolph Hasse, Wien 1760 als Digitalisat bei Google Books.
3. 1 2  Libretto (italienisch/deutsch) der Serenata von Johann Adolph Hasse, Leipzig 1777 als Digitalisat bei der Staatsbibliothek zu Berlin.
4. ↑  Partitur der Serenata von Johann Adolph Hasse, Wien 1760 als Digitalisat beim International Music Score Library Project.
5. ↑  Libretto (italienisch) der Oper von Dmitri Stepanowitsch Bortnjanski als Volltext bei der Universität Stanford.